# Orcival
 Orcival  es una población y comuna francesa, situada en la región de Auvernia, departamento de Puy-de-Dôme, en el distrito de Clermont-Ferrand y cantón de Rochefort-Montagne.
Es conocida por la famosa basílica de Nuestra Señora de Orcival, una de las cinco iglesias mayores del arte románico auvernés.

## Demografía
| 311 | 342 | 344 | 343 | 283 | 244 |
| Para los censos de 1962 a 1999 la población legal corresponde a la población sin duplicidades (Fuente: INSEE [Consultar]) |     |     |     |     |     |